# Gaza Humanitarian Foundation
La Gaza Humanitarian Foundation (GHF) è un'organizzazione americana, con sede nel Delaware, fondata nel febbraio 2025 con lo scopo dichiarato di distribuire aiuti umanitari durante la crisi umanitaria di Gaza. Jake Wood è stato il direttore esecutivo fino alle sue dimissioni, il 25 maggio 2025, per poi essere sostituito da un manager temporaneo. L'organizzazione gode del sostegno dell'amministrazione Trump e del governo israeliano.
Le Nazioni Unite e diverse organizzazioni umanitarie si sono rifiutate di collaborare con GHF, accusandola di sfruttare gli aiuti umanitari per scopi politici e militari. Dall'inizio delle operazioni, più di 859 civili palestinesi sono stati uccisi dall'esercito israeliano o da servizi di sicurezza privati mentre cercavano di accedere ai siti di distribuzione di GHF.

## Contesto
Dall'inizio della Guerra di Gaza sono stati uccisi oltre 52 700 palestinesi. Il governo israeliano e le IDF, attraverso i checkpoint, hanno controllato l'ingresso di aiuti umanitari nella Striscia. L'ingresso degli aiuti è stato più volte interrotto nel corso del conflitto, sia per decisioni governative sia a causa di azioni dirette dei civili israeliani. Dal 2 marzo 2025, il governo israeliano ha imposto un blocco totale all'ingresso di aiuti umanitari nella Striscia di Gaza (tra cui cibo, acqua, forniture mediche e carburante), con l'intento dichiarato di costringere Hamas a liberare gli ostaggi. In seguito al blocco, un report della Integrated Food Security Phase Classification (IPC) ha stimato un alto rischio di carestia nella Striscia di Gaza entro la fine di settembre 2025.
Secondo un rapporto del New York Times, l'idea di un programma privato di distribuzione alimentare sostenuto da Israele era stata discussa già nel dicembre 2023. Per tutto il 2024, i funzionari israeliani hanno collaborato con appaltatori privati della sicurezza americana, principalmente con il veterano della CIA Philip Reilly, per definire il piano. In seguito a ciò, nel gennaio 2025 è stata fondata la società di sicurezza Safe Reach Solutions (SRS), diretta da Reilly, incaricata di garantire la sicurezza dei futuri e potenziali siti di distribuzione alimentare a Gaza. L'identità dei proprietari di SRS non è nota, tuttavia il fondo di investimenti McNally Capital ha confermato di aver finanziato la società. La Gaza Humanitarian Foundation è stata fondata nel febbraio 2025 nel Delaware, non sono state rilasciate informazioni sulle sue fonti di finanziamento. Il primo direttore esecutivo dell'organizzazione è stato Jake Wood, un ex marine statunitense e co-fondatore dell'agenzia di soccorso in caso di catastrofe Team Rubicon. L'ex CEO di World Central Kitchen Nate Mook figura come membro del consiglio nei primi documenti di GHF, ma ha successivamente dichiarato di non fare parte dell'organizzazione. Il primo ministro israeliano Benjamin Netanyahu ha affermato che GHF sarebbe frutto di un'iniziativa proposta da Israele.
All'inizio di maggio, il governo degli Stati Uniti ha annunciato un piano di distribuzione degli aiuti guidato dalla nuova organizzazione Gaza Humanitarian Foundation, con un servizio di sicurezza fornito da appaltatori privati (tra cui SRS) e dalle IDF. GHF ha iniziato a distribuire aiuti il 26 maggio.

## Organizzazione
Il piano di distribuzione degli aiuti umanitari nella Striscia, prevede l’impiego di un piccolo numero di centri di distribuzione o hub, per lo più dislocati nel sud della Striscia di Gaza, protetti sia dall’esercito israeliano che dal personale di appaltatori privati americani, senza il supporto dell’IDF. L'ambasciatore statunitense in Israele, Mike Huckabee, ha dichiarato ai giornalisti che le truppe dell'IDF saranno posizionate "a distanza" dagli hub di distribuzione e solo per una protezione aggiuntiva. Il piano è simile ai piani precedenti dell’esercito israeliano e contrasta con i modelli delle Nazioni Unite e di altre agenzie internazionali che prevedono centinaia di punti di distribuzione più piccoli in tutta la Striscia di Gaza e il rispetto dei principi fondamentali dell'aiuto umanitario.
Gli hub di distribuzione dovrebbero provvedere aiuti una o due volte al mese in luoghi specifici; gli aiuti dovrebbero comprendere razioni preconfezionate, kit igienici e materiale medico. Secondo GHF ogni pacco di aiuto alimentare dovrebbe costare circa 1,30 dollari, cifra che includerebbe i costi di approvvigionamento e distribuzione.
Il direttore esecutivo Jake Wood, prima delle dimissioni, aveva affermato che "inequivocabilmente... non farà parte di nessuna azione che sposti o rimuova forzatamente la popolazione palestinese".

### Dimissioni del direttore esecutivo
Il 25 maggio 2025, Wood ha annuciato che si sarebbe dimesso perché non era possibile portare avanti i piani di GHF e "aderendo rigorosamente ai principi umanitari di umanità, neutralità, imparzialità e indipendenza, che non abbandonerò". Invitò inoltre Israele a consentire che potessero entrare molti più aiuti attraverso tutti i diversi accessi e che tali aiuti potessero entrare senza discriminazioni. Contestualmente ha chiesto ad Hamas di rilasciare gli ostaggi. La GHF ha affermato che le operazioni sarebbero iniziate anche senza Wood e che sarebbero riusciti a nutrire più di un milione di palestinesi entro una settimana. La GHF ha annunciato di aver iniziato la distribuzione degli aiuti il 26 maggio 2025.

### Finanziamento
Il 6 giugno 2025, Reuters ha riportato che il Dipartimento di Stato degli Stati Uniti stava valutando la possibilità di destinare 500 milioni di dollari alla Gaza Humanitarian Foundation (GHF) tramite la United States Agency for International Development (USAID). L'11 giugno, l’ex governatore Mike Huckabee ha dichiarato che, in quel momento, la GHF non era finanziata principalmente dagli Stati Uniti. Secondo Huckabee, le fonti di finanziamento dell’organizzazione includevano altri Paesi, ONG, fondi umanitari e donatori privati, tutti rimasti anonimi su richiesta. Il 26 giugno 2025, il Dipartimento di Stato ha annunciato di aver approvato un finanziamento di 30 milioni di dollari a favore della GHF, definendolo “l’ultima evoluzione dell’impegno per la pace nella regione da parte del Presidente Trump e del Segretario Rubio”. Al momento dell’annuncio, secondo The Guardian, 7 milioni di dollari erano già stati erogati alla Fondazione.

## Operazioni
La Fondazione ha iniziato le sue attività il 26 maggio 2025 presso il centro di distribuzione di Rafah. Il giorno successivo è stato perso il controllo dell'hub di distribuzione a causa delle migliaia di persone, tra cui donne e bambini, che si precipitarono a rifornirsi di cibo. Le truppe israeliane presenti hanno sparato “colpi di avvertimento” e nonostante ciò, il personale dell'organizzazione è stato costretto ad abbandonare il proprio posto per evitare vittime. In più occasioni si sono verificati attacchi da parte dell'esercito israeliano ai civili in coda, attacchi che hanno causato diversi morti.
La fondazione ha affermato di essere stata attaccata più volte da Hamas e che Hamas ha offerto somme in denaro come ricompensa per chiunque uccida o ferisca gli operatori umanitari dell'associazione.
Alla fine del primo giorno di attività, la Gaza Humanitarian Foundation (GHF) ha riferito di aver distribuito 8.000 pacchi alimentari, stimati per sfamare circa 44.000 persone per metà settimana — una copertura pari a circa il 2% della popolazione della Striscia di Gaza. Il 12 giugno, la GHF ha dichiarato di aver distribuito 2,6 milioni di pasti in un solo giorno, il valore più alto registrato dall'inizio delle sue operazioni.

### Caratteristiche del programma
Il programma, denominato "Programma di distribuzione degli aiuti umanitari nella Striscia di Gaza", è un’iniziativa congiunta israelo-statunitense realizzata dalla Gaza Humanitarian Foundation (GHF), con l'obiettivo di facilitare l’ingresso e la distribuzione di aiuti umanitari – tra cui alimenti, medicinali e beni di prima necessità – alla popolazione civile della Striscia di Gaza, in risposta al blocco di 11 settimane imposto da Israele all’ingresso di generi alimentari nel territorio. Secondo gli Stati Uniti e Israele, la distribuzione degli aiuti attraverso la GHF mira a impedire che Hamas possa appropriarsi indebitamente degli aiuti. Le Nazioni Unite hanno tuttavia affermato che il fenomeno della sottrazione di aiuti da parte di Hamas non è diffuso, mentre Hamas ha negato di aver mai sottratto aiuti umanitari.
Sono stati costruiti quattro centri di distribuzione: tre all’interno del campo profughi di Tel al-Sultan, nei pressi del Corridoio Morag che separa Rafah da Khan Yunis, e uno lungo il Corridoio Netzarim, nel centro della Striscia di Gaza.
Le strutture sono protette da contractor statunitensi e monitorate a distanza dalle Forze di Difesa Israeliane (IDF). La GHF ha dichiarato di non condividere con le autorità israeliane dati personali identificabili relativi ai beneficiari degli aiuti.
Gli aiuti distribuiti consistono principalmente in pacchi alimentari, acqua potabile, farmaci e tende. Tuttavia, un rapporto pubblicato da Devex il 13 giugno ha segnalato che il programma non prevede la fornitura di carburante, servizi igienici, alloggi o cure sanitarie. Palestinesi intervistati da Middle East Eye hanno descritto i pacchi forniti dalla GHF come inadeguati, sottolineando l’assenza di beni essenziali quali acqua in bottiglia, combustibile da cucina, medicinali, coperte, latte artificiale o alimenti per l’infanzia.

### Uccisioni e altri incidenti legati all’accesso agli aiuti
A partire dal 27 maggio 2025, oltre 800 civili palestinesi sono stati uccisi e migliaia feriti mentre si avvicinavano ai nuovi punti di distribuzione degli aiuti nella Striscia di Gaza, istituiti dalla Gaza Humanitarian Foundation (GHF), sostenuta dagli Stati Uniti e da Israele. Le forze di difesa israeliane (IDF), i contractor assunti dalla GHF e bande armate hanno aperto il fuoco contro i civili. Le uccisioni sono iniziate già dal primo giorno di attività della GHF, subito dopo un blocco israeliano durato 11 settimane, a partire dall’inizio di marzo 2025, che aveva drasticamente limitato l’ingresso di aiuti umanitari a Gaza, aggravando ulteriormente la crisi umanitaria.
Il 15 luglio 2025, l'Ufficio dell'Alto Commissario delle Nazioni Unite per i Diritti Umani (OHCHR) ha confermato che, alla data del 13 luglio, 875 palestinesi in cerca di aiuti erano stati uccisi: 674 nei pressi dei siti di distribuzione e 201 lungo i percorsi dei convogli umanitari. Il 5 luglio, il Ministero della Sanità di Gaza ha riportato almeno 743 morti e oltre 4.891 feriti; già il 1° luglio, lo stesso ministero aveva indicato che circa il 70% delle vittime si trovava nei pressi dei centri della GHF.
Il Center for Constitutional Rights, un'organizzazione non profit statunitense, ha affermato che la GHF potrebbe essere legalmente responsabile di complicità in crimini di guerra, crimini contro l’umanità e genocidio ai danni della popolazione palestinese. Secondo prove raccolte da Amnesty International, la GHF avrebbe lo scopo di “placare le preoccupazioni internazionali costituendo al contempo un altro strumento del genocidio israeliano”. Le Nazioni Unite e oltre 170 organizzazioni caritative e ONG, tra cui Save the Children e Oxfam, hanno accusato la GHF di non rispettare – e persino violare – le norme umanitarie, costringendo due milioni di palestinesi in zone sovraffollate e militarizzate e sottoponendo i richiedenti aiuti ad attacchi quasi quotidiani. Tali organizzazioni hanno inoltre chiesto la chiusura immediata della GHF e del relativo sistema di distribuzione.
Alla fine di giugno 2025, Haaretz ha riferito che l’esercito israeliano avrebbe ricevuto ordini di aprire il fuoco contro le folle disarmate per “tenerle lontane dai centri di distribuzione alimentare”. Contractor statunitensi, come Safe Reach Solutions (SRS), avrebbero anch’essi sparato munizioni vere e lanciato granate stordenti contro i palestinesi in cerca di aiuto.
Il 12 giugno 2025, la GHF ha riferito che un autobus con a bordo circa due dozzine di dipendenti palestinesi della Fondazione è stato attaccato da Hamas, provocando almeno otto morti e diversi feriti. Secondo fonti locali, Hamas avrebbe preso di mira l’autobus perché trasportava personale della GHF legato al leader militante anti-Hamas Yasser Abu Shabab. Riguardo all’evento, la compagnia palestinese Al-Khazindar, collaboratrice della GHF, ha dichiarato che i miliziani di Hamas avevano ucciso otto dei suoi lavoratori, già minacciati in precedenza, e che altri erano stati picchiati e feriti con armi da fuoco. Hamas ha rivendicato l’uccisione di 12 membri della milizia filo-israeliana Forze Popolari. La GHF ha affermato di non collaborare con il gruppo Abu Shabab e di impiegare personale palestinese disarmato oltre a contractor internazionali armati, per lo più statunitensi, impiegati per la sicurezza dei centri. Il gruppo Abu Shabab ha pubblicato su Facebook una smentita, dichiarando che i propri membri non erano presenti sull’autobus al momento dell’attacco. Questo episodio è avvenuto dopo che Hamas aveva emesso un avvertimento, la settimana precedente, dichiarando che avrebbe adottato “misure decisive e inflessibili” contro chiunque collaborasse con la GHF; il messaggio è stato ribadito l’8 giugno. La GHF ha anche accusato membri di Hamas di aver intimidito lo staff dell’Ospedale Nasser per impedire il trattamento dei feriti.
Alcuni contractor statunitensi impiegati dalla GHF sono stati denunciati in forma anonima da propri colleghi per aver sparato contro civili palestinesi affamati che si recavano ai punti di distribuzione o ne stavano tornando. In un video fornito all’Associated Press, si sentono contractor sparare e celebrare l’aver colpito dei palestinesi. Un ex contractor ha confermato alla BBC che alcuni suoi colleghi usavano mitragliatrici contro persone che non rappresentavano alcuna minaccia. Lo stesso ha riferito che all’interno della GHF vige una cultura dell’impunità, priva di controlli o regole, dove i contractor sono incoraggiati a “sparare per primi e fare domande dopo”, e si riferiscono ai palestinesi come a “orde di zombie”.
Al 28 giugno 2025, oltre 500 palestinesi erano già stati uccisi mentre cercavano cibo da quando la GHF aveva avviato la distribuzione di aiuti. Testimoni oculari hanno dichiarato che l’esercito israeliano ha aperto il fuoco contro le folle in avvicinamento ai centri di distribuzione.
Il 5 luglio, due operatori umanitari statunitensi sono rimasti feriti in seguito al lancio di due granate contro il centro della GHF a Khan Yunis. La GHF ha attribuito l’attacco ad Hamas. La Fondazione ha dichiarato che le granate erano piene di sfere metalliche e ha diffuso una foto dei frammenti. Tuttavia, testimoni intervistati da Mondoweiss hanno riferito che si trattava in realtà di granate stordenti lanciate dai contractor statunitensi contro i civili palestinesi, i quali le avrebbero rilanciate indietro prima della detonazione.

## Critiche
Il responsabile degli aiuti umanitari delle Nazioni Unite, Tom Fletcher, ha sollevato dei dubbi etici sull'aspetto umanitario di GHF e preoccupazioni circa il coinvolgimento e le intenzioni di Israele. Fletcher ha definito la fondazione una "foglia di fico per coprire ulteriore violenza e sfollamento" per i palestinesi di Gaza e una "distrazione deliberata" dai problemi in corso all'interno di Gaza a causa della guerra. Fletcher ha affermato che il piano degli aiuti è condizionale agli obiettivi politici e militari di Israele e "fa della fame una merce di scambio". Il direttore esecutivo di GHF, Jake Wood, ha affermato che si tratta dell'unico modello di aiuti approvato da Israele, mentre i responsabili delle Nazioni Unite hanno accusato la GHF di "militarizzare gli aiuti". Inoltre, il piano GHF è sostenuto dall’amministrazione Trump.
Il capo della politica estera dell'Unione Europea, Kaja Kallas, ha condannato il piano di distribuzione della GHF, affermando che "gli aiuti umanitari non possono essere utilizzati come armi" e che la maggior parte degli aiuti inviati dall'Europa a Gaza sono "dietro i confini e non possono raggiungono le persone".
Il leader dell’opposizione israeliana Yair Lapid sostiene che la GHF e l’American Safe Reach Solutions (SRS) sono società fittizie utilizzate per nascondere i finanziamenti del governo israeliano.
GHF è un'organizzazione senza scopo di lucro registrata non solo nel Delaware, ma anche in Svizzera. TRIAL International, una ONG svizzera che supporta le vittime dei crimini di guerra, ha chiesto al governo svizzero di verificare se il piano di distribuzione degli aiuti della GHF nella Striscia di Gaza fosse in linea con il diritto umanitario internazionale e le norme svizzere. TRIAL ha affermato che il piano del GHF non è neutrale e che avrebbe causato lo sfollamento forzato della popolazione della Striscia di Gaza. Dopo che il governo svizzero ha confermato che le modalità operative di GHF non sono in linea con la norme per le fondazioni registrate in Svizzera, GHF ha dichiarato che avrebbe trasferito tutte le sue operazioni negli Stati Uniti. Inoltre, ha affermato che la sua "entità svizzera è stata creata come soluzione di emergenza, che non è operativa ed è in fase di chiusura".
Secondo un'inchiesta di Haaretz, quotidiano Israeliano, i suddetti centri sarebbero disposti per attuare al minimo eventuali forniture di aiuti umanitari, poiché il sito rimarrebbe aperto solo un'ora. Ai soldati delle IDF sarebbe stato dato il diretto ordine di sparare con ogni mezzo (fucili, mortai, mitragliatrici e cecchini) sulla folla per impedirne l'accumulo prima dell'orario di apertura e per disperderla alla chiusura.